# Gabriel o Pensador
Gabriel Contino (Rio de Janeiro, 4 de março de 1974), mais conhecido pelo nome artístico Gabriel o Pensador, é um rapper, compositor, escritor, empresário e músico brasileiro. Iniciou sua carreira musical ao lançar uma fita demo com a música "Tô Feliz (Matei o Presidente)", sendo logo contratado pela Sony Music. Lançou pela gravadora oito álbuns: Gabriel o Pensador, Ainda É Só o Começo, Quebra-Cabeça, Nádegas a Declarar, Seja Você Mesmo (mas não Seja sempre o Mesmo), MTV ao Vivo, Cavaleiro Andante e Sem Crise. Seu álbum mais recente, Antídoto Pra Todo Tipo De Veneno, foi lançado de forma independente.
Além de rapper, Gabriel é escritor e lançou três livros, o autobiográfico Diário Noturno, e os infantis Um Garoto Chamado Rorbeto e Meu Pequeno Rubro-Negro. Sua quarta obra, Nada Demais, coautoria com Laura Malin, está completa mas ainda não foi publicada. Paralelamente a isso, Gabriel também é um ativista social, tendo como projetos o "Pensador Futebol", que investe em jovens jogadores que querem se profissionalizar, e junto de Luís Figo e Luiz Felipe Scolari, participou do projeto de futebol chamado "Dream Football", que, através do envio de vídeos via internet, deu a oportunidade dos participantes serem contratados por times profissionais de futebol. Além de projetos de futebol, ainda tem um projeto social conhecido como "Pensando Junto", que atende às crianças carentes da Rocinha.

## Infância e juventude
Nasceu no bairro Vila Isabel, na Zona Norte do Rio de Janeiro, após uma gravidez de alto risco, na qual existia a possibilidade de que nascesse cego, surdo ou até morto. Inicialmente, se chamaria Pablo, mas sua mãe decidiu seu nome após ler o livro Cem Anos de Solidão, de Gabriel García Márquez. É filho de Belisa Ribeiro e Miguel Contino, que se separaram quando ele tinha apenas seis meses. A partir de então, ele foi criado somente por sua mãe. Possui um irmão materno, Tiago Mocotó, e dois irmãos paternos, Joana e Fernando. Sua ascendência é diversificada, possuindo antepassados italianos, portugueses e espanhóis.

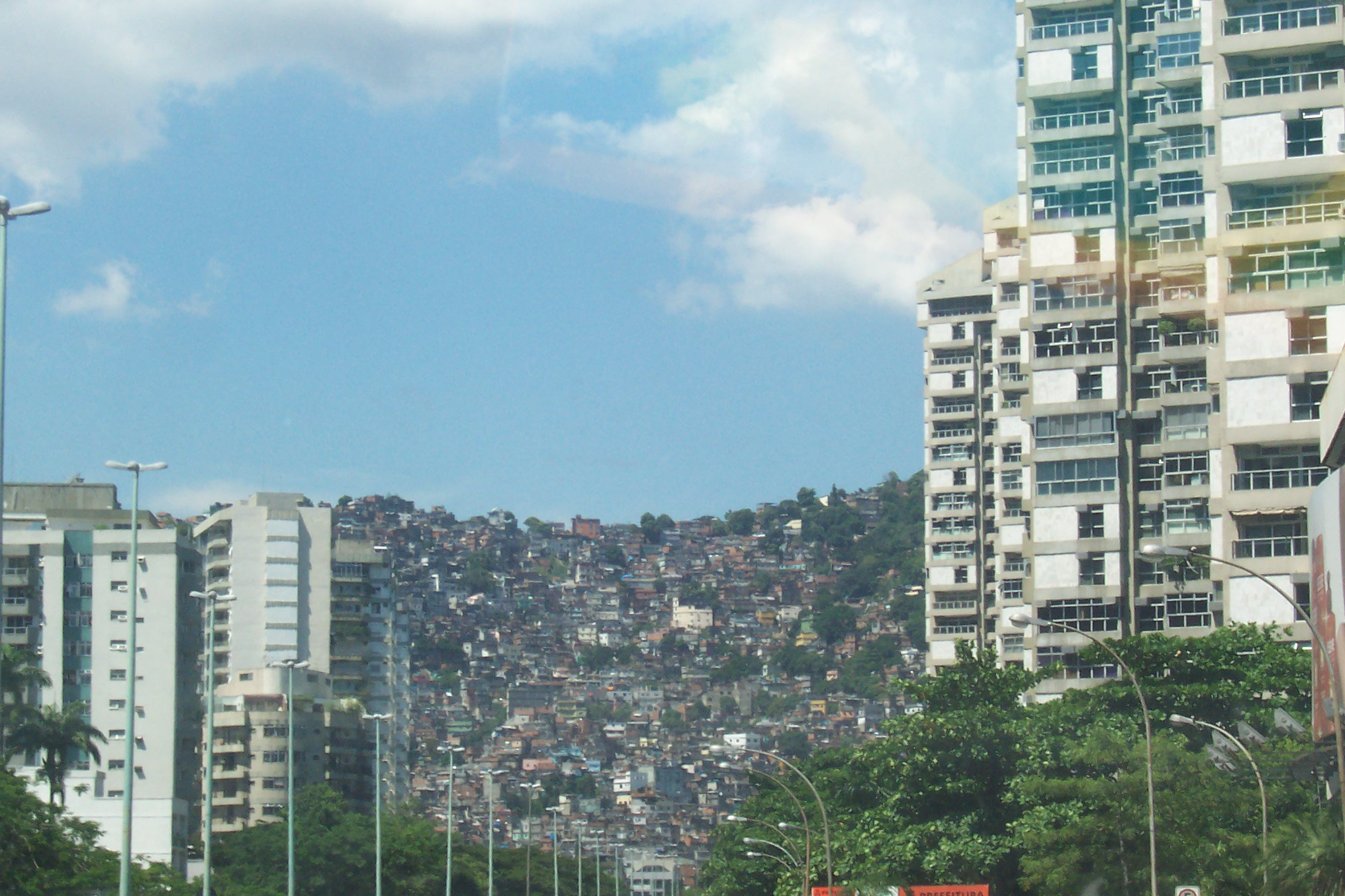
Bairro de São Conrado, onde Gabriel viveu maior parte de sua infância. Percebe-se a desigualdade social ao ver-se edifícios de luxo à frente e, ao fundo, o bairro vizinho da Rocinha.

Foi na sua infância, na época em que estudava no colégio Senador Correia, principalmente após entrar para a banda do colégio, que despertou seu interesse pela música. A mudança para São Conrado, na Zona Sul da cidade, onde conviveu com moradores da favela da Rocinha, o aproximou do universo do rap. Com o sucesso "Thriller" de Michael Jackson, descobriu o break, que, segundo o mesmo, era "a dança inovadora da cultura hip-hop". A partir de então, começou a participar de rodas de break com músicas que ele traduzia de filmes.
O cantor se descreve, dos doze aos quinze anos, como alguém descolado das questões sociais e mais focado no surfe, esporte que pratica até hoje. Próximo dos dezesseis anos, passou a pichar muros, mas mudou quando começou a compor. O cenário de sua primeira apresentação, junto de seu amigo "Tripa", foi um baile funk na Rocinha. Lá, cantou duas canções, incluindo "Tô Feliz (Matei o Presidente)", uma crítica ao então presidente do Brasil, Fernando Collor de Mello. Após apresentações para os movimentos negro e estudantil, Gabriel apareceu pela primeira vez no cenário musical com a coletânea Tiro Inicial, na década de 1980, junto de MV Bill (que também decidiu seguir carreira de rapper). A coletânea  foi produzida pelo CEAP (Centro de Articulações das Populações Marginalizadas), tendo, como mentor, o político e ativista Ivanir dos Santos e, como produtor musical, Mayrton Bahia.

## Carreira

### 1992–1996: "Tô Feliz (Matei o Presidente)" eAinda É só o Começo

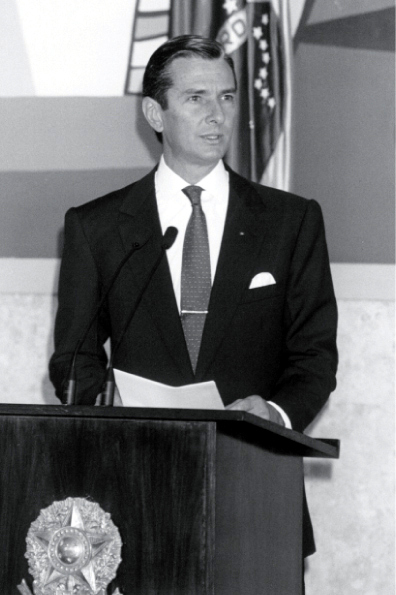
Fernando Collor de Mello, o presidente assassinado por Gabriel em "Tô Feliz (Matei o Presidente)", canção que deu início a sua carreira musical.

Em 1992, havia um ano que Gabriel frequentava aulas de comunicação social na PUC-Rio, onde se sentia "terrivelmente inconformado com o conformismo". Então em setembro Gabriel mandou para a extinta RPC FM (atual FM O Dia) uma fita demo de "Tô Feliz (Matei o Presidente)". A música foi ao ar pela primeira vez no dia 5, e  tornou-se rapidamente a mais pedida da estação, até ser censurada cinco dias depois. O Ministério da Justiça justificou a atitude por considerar que a música incentivava ao assassinato do presidente, que na altura estava passando por um  processo de impeachment, e que continha frases ofensivas ao mesmo. A controvérsia se elevou pelo fato de a mãe de Gabriel, Belisa, ter sido assessora de Collor.
Vinte dias depois da primeira reprodução de "Tô Feliz (Matei o Presidente)" Collor foi forçado a deixar o governo. O timing garantiu mais atenção a Gabriel, incluindo reportagens na Veja e MTV Brasil, mas sem atrair as gravadoras. O primeiro convite foi de um selo paulistano, que Gabriel recusou por achar que a estratégia da gravadora era restrito ao público de hip-hop, e ele pensava ter potencial para maior sucesso. Eventualmente Gabriel foi para a Sony Music sem fita demo, carregando apenas uma pasta com letras de músicas e uma fita cassete com a batida para referência. Foi recebido por Sérgio Lopes, empregado do setor internacional. Lopes respondeu bem, e prometeu a Gabriel acesso ao estúdio para gravar duas músicas como teste inicial.
| “                                                                                  | Já fui censurado pelo presidente Collor, meses antes dele ser expulso do poder, devido aos escândalos de corrupção no seu mandato. Meu disco saiu com a mesma versão censurada por ele e ele nada pôde fazer. Não cheguei a receber nenhuma ameaça direta de políticos... | ” |
| — Gabriel fala sobre a música "Tô Feliz (Matei o Presidente)" e a reação de Collor | |   |

Somente no início de 1993 a Sony respondeu formalmente, dando uma verba para realização de uma demo. Essa demo levou a um contrato com a gravadora, e sob o pseudônimo "Gabriel, o Pensador", lançou seu primeiro e homônimo álbum, de dez faixas, em maio de 1993, produzido por Fábio Fonseca e DJ Memê. Além de "Tô Feliz (Matei o Presidente)", o álbum fez sucesso nas rádios com as músicas "Lôrabúrra" e "Retrato de um Playboy". A primeira faixa, "Abalando", relembra a censura em "Tô Feliz (Matei o Presidente)" e a compara com a época da ditadura militar onde não havia liberdade de expressão, além de citar um trecho da música "Alagados" do álbum Selvagem? dos Paralamas do Sucesso que critica a desigualdade social. Incluía também "175 Nada Especial", cujo clipe contou com as participações de Ronaldo, Martinho da Vila, Toni Garrido, Zeca Baleiro e Neguinho da Beija-Flor, e ganhou o prêmio de melhor videoclipe de rap durante o MTV Video Music Brasil (VMB) de 1995. O álbum ganhou boa repercussão, vendendo 350 mil cópias, e por ele o artista recebeu o 7.º Prêmio da Música Brasileira como revelação masculina do ano na categoria pop rock.
O segundo álbum de Gabriel, Ainda É só o Começo, foi lançado em 1995 e provocou polêmica nos meios educacionais com a música "Estudo Errado", levando inclusive educadores a protestarem. Se defendeu afirmando que criticava apenas a forma de aprendizagem em que "decora-se e não se aprende". Também gerou polêmica com "FDP³" ao criticar algumas seitas religiosas, mas disse que falava "dessas novas seitas que cobram dinheiro aos crentes" e ainda que "é uma coisa absurda: eles têm programas de televisão, teatros e cinemas e até fazem 'shows' no Estádio do Maracanã. É uma coisa criminosa". Com tantas polêmicas, o álbum não repetiu o sucesso do primeiro. Mesmo assim, "Rabo de Saia", canção desse disco, levou Gabriel a ganhar o VMB de 1996 na categoria melhor videoclipe de rap.

### 1996–2000:Quebra-Cabeçae sucesso internacional

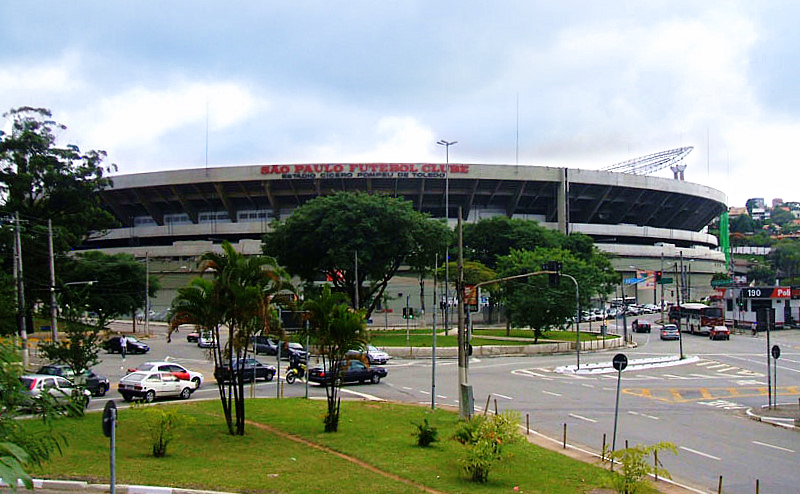
Estádio Cícero Pompeu de Toledo, palco do segundo show do U2 no Brasil, aberto por Gabriel, que também abriu o primeiro show da banda no Autódromo de Jacarepaguá, ambos durante a turnê PopMart Tour.

Em 1997, Gabriel volta a lançar um disco que seria intitulado Quebra-Cabeça e que continha a pop e cômica "2345meia78", além de "Cachimbo da Paz" com a participação de Lulu Santos, "Festa da Música" e "Eu e a Tábua" com a participação de Evandro Mesquita. Tais músicas tocaram muito nas rádios e levaram Quebra-Cabeça a se tornar o maior sucesso da carreira de Gabriel,  com cerca um milhão e meio de cópias vendidas. O álbum também tratava de diferentes assuntos como o alcoolismo ("+ 1 Dose" com a participação do Barão Vermelho), desemprego ("Dança do Desempregado"), violência ("Bala Perdida", além de "Prá Onde Vai?" que fala especificamente da violência contra os jovens), saúde pública ("Sem Saúde") e o abandono de crianças ("Pátria que Me Pariu").
Com o sucesso em Portugal e após ganhar em 1998 os prêmios de melhor cantor no Troféu Imprensa e no Prêmio Multishow de Música Brasileira, e ainda pelo melhor clipe com a música "Cachimbo da Paz", além das indicações de escolha da audiência e melhor videoclipe de pop no VMB, ele é escolhido pela banda irlandesa U2 para fazer a abertura de seus shows no Brasil em 1998.
No ano seguinte lançou o álbum de compilação, Gabriel o Pensador: As Melhores, que por duas semanas esteve entre os 30 discos mais escutados nas rádios de Portugal. Deu prosseguimento aos seus trabalhos com seu novo álbum Nádegas a Declarar, que contava com "Cachorrada" que de uma forma descontraída fala sobre a desigualdade social, "Cantão" que conta um pouco de sua história, "Brazuca" (gravada anteriormente para o disco Agita Brasil, lançado pela revista Placar em ocasião da Copa de 98), uma mistura de samba e rap que conta a história de dois irmãos vindos da favela mas com destinos diferentes, um se tornando um astro do futebol e o outro sem conseguir sair da pobreza, além da segunda parceria com Lulu Santos em "Astronauta" que chegou a concorrer ao prêmio de melhor videoclipe de pop e na escolha da audiência no VMB de 2000. Há também as participações especiais de Fernanda Abreu na faixa-título e de Daniel Gonzaga, filho do cantor Gonzaguinha, na canção "Não Dá Pra Ser Feliz" recriada a partir de "Guerreiro Menino (Um Homem Também Chora)", composição de Gonzaguinha gravada por Raimundo Fagner.

### 2001–2003: Início como escritor e dez anos de carreira

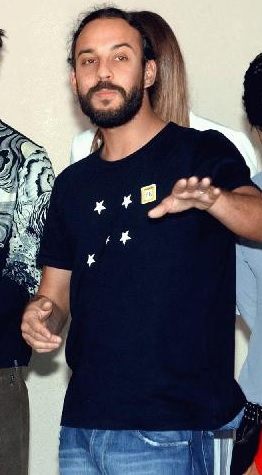
Gabriel, o Pensador em julho de 2003.

Em 2001, Gabriel lançou seu quinto disco, Seja Você Mesmo (Mas Não Seja Sempre o Mesmo), que contou com músicas como "Se Liga Aí" e "Até Quando?", um samba-rock sucesso nas rádios, além participações especiais como Digão, guitarrista dos Raimundos, em "Tem Alguém Aí?" que aborda o tema sobre os dependentes tanto do álcool quanto das drogas, e ainda do cantor Lenine, em "Brasa". Durante o VMB daquele ano, a música "Até Quando?" disputou o título de melhor do ano, melhor videoclipe de pop e melhor direção, ganhando somente o prêmio pela melhor edição.
No mesmo ano, Gabriel teve seu livro Diário Noturno publicado pela Editora Objetiva, "um livro com fotos, páginas de diário, reprodução de provas escolares, poemas e crônicas, insere-se num gênero novo que vem sendo praticado nas últimas décadas a que chamaria de agenda biolírica". O livro foi reimpresso e publicado em 2002, desta vez pela editora Dom Quixote. Luis Fernando Verissimo comentou sobre o livro de Gabriel e seu início na carreira de escritor: "Pessoa pensante e artista falante', Gabriel pensa e diz, ao contrário dos que pensam que pensam e produzem ruído. Já era uma raridade musical, agora é uma raridade literária."
Em 2003, em comemoração aos dez anos de carreira lança em CD e DVD, o show MTV ao Vivo com os seus maiores sucessos como "Festa da Música Tupiniquim", "Cachimbo da Paz", "Até Quando?" e "Lôraburra" que ganhou uma levada funk e versos extras. Contava também com as inéditas "Mandei Avisar", "Cara Feia", "Retrato de Um Playboy - Parte II", uma continuação para "Retrato de Um Playboy (Juventude Perdida)", e "Racismo É Burrice" que é uma nova versão de "Lavagem Cerebral" com algumas mudanças e uma nova melodia. O álbum também contou com participações especiais de Lulu Santos ("Astronauta"), Ana Lima ("FDP³") e Titãs ("Cara Feia"). Ainda no mesmo ano lançou o álbum Tás a Ver: O Melhor de Gabriel o Pensador exclusivo para Portugal e produzido pela Columbia com uma única música inédita "Tás a Ver?" (com participação de Adriana Calcanhoto).

### 2003–2009:Cavaleiro Andantee sucesso literário

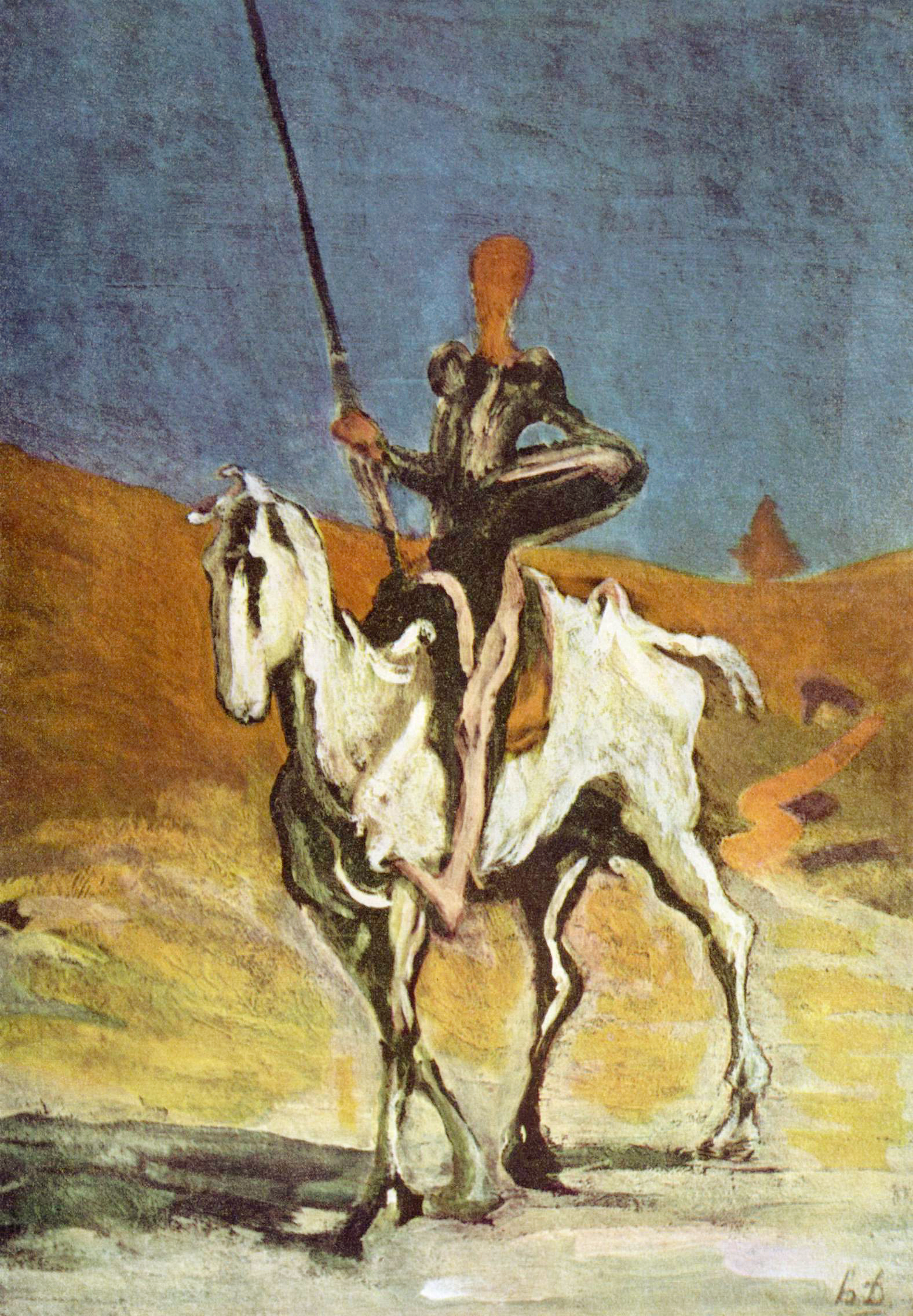
Dom Quixote por Honoré Daumier. Em "Cavaleiro Andante" Gabriel faz alusões a Dom Quixote e aproxima sua imagem a seu heroísmo romântico.

Dois anos depois voltou com Cavaleiro Andante, seu sexto disco, sendo este gravado em Nova Iorque e no Rio de Janeiro e mixado por Troy Hightower. No novo trabalho, Gabriel recria "Pais e Filhos" da banda Legião Urbana, em "Palavras Repetidas", em "Bossa 9" usa os versos de Garota de Ipanema de Tom Jobim e Vinicius de Moraes e utiliza do refrão de "Imunização Racional (Que Beleza)" de Tim Maia em "Rap do Feio". Compunham o álbum também "Tudo na Mente", "Sem Neurose", "Sorria" (com participação dos Detonautas), "Tempestade" e a canção "Tás a Ver?", lançada no Brasil pela primeira vez nesse álbum. A música "Palavras Repetidas" ganhou dois prêmios no VMB de 2005: melhor videoclipe de pop e melhor fotografia em videoclipe. Outra música do disco, "Deixa Rolar" (feat. Negra Li) compôs a trilha sonora da décima segunda temporada de Malhação, série de televisão da Rede Globo. Após o lançamento desse disco foi dispensado pela gravadora Sony BMG, que estava em processo de redução e reestruturação de seu elenco.
Ainda em 2005, Gabriel lança seu segundo livro, Um Garoto Chamado Rorbeto, pela editora Cosac & Naify, que contava com ilustrações de Daniel Bueno e discutia sobre o analfabetismo e aceitação das diferenças. O lançamento do livro em São Paulo aconteceu no dia 12 de outubro, dia das crianças, na Fnac Paulista. O livro foi muito bem recebido pelo público e pela crítica, ganhando no ano seguinte a sua publicação o Prêmio Jabuti, o mais importante da literatura brasileira, na categoria de melhor livro infantil, além da atribuição de "altamente recomendável" entregue pela Fundação Nacional para o Livro Infantil e Juvenil. O livro também virou uma peça teatral que foi dirigida por Sura Berditchevsky, roteirizada pelo próprio cantor e que teve composição musical por André Gomes, enquanto a direção musical foi organizada por Gabriel e seu irmão Tiago Mocotó.
| “                                                  | Olha, sou fã ardoroso do rapaz e fiquei feliz de vê-lo aventurar-se agora pelo mundo da literatura destinada às crianças. Ia acabar acontecendo com o Gabriel o resultado exato de seu talento e de sua criatividade. A história que conta aqui é, como ele, originalíssima, narrada com alegria, e inventiva. | ” |
| — Ziraldo elogia Gabriel em sua carreira literária | |   |

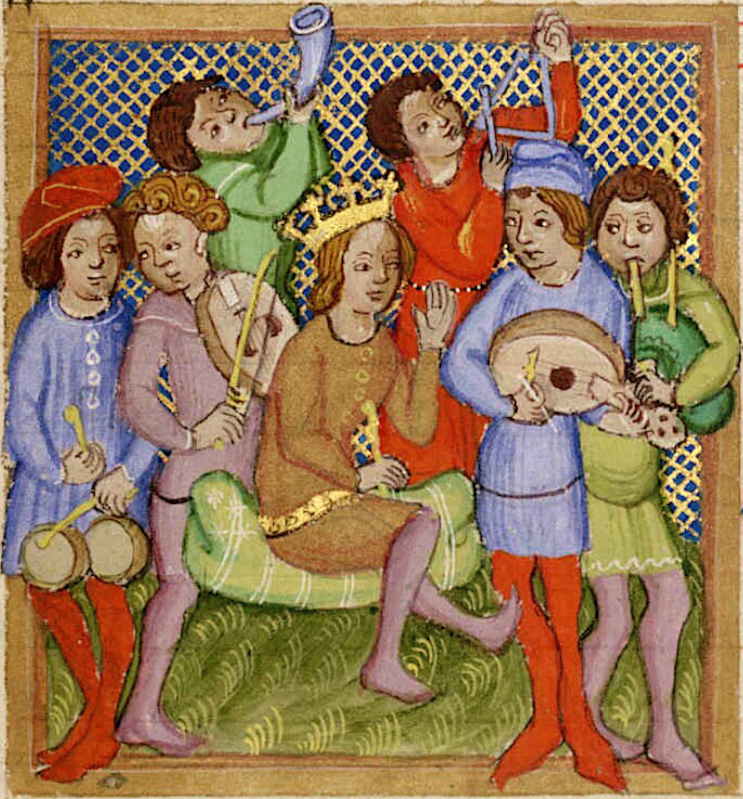
O escárnio uma característica das poesias trovadorescas pode ser observada na canção "Fala Sério" de Gabriel, o Pensador.

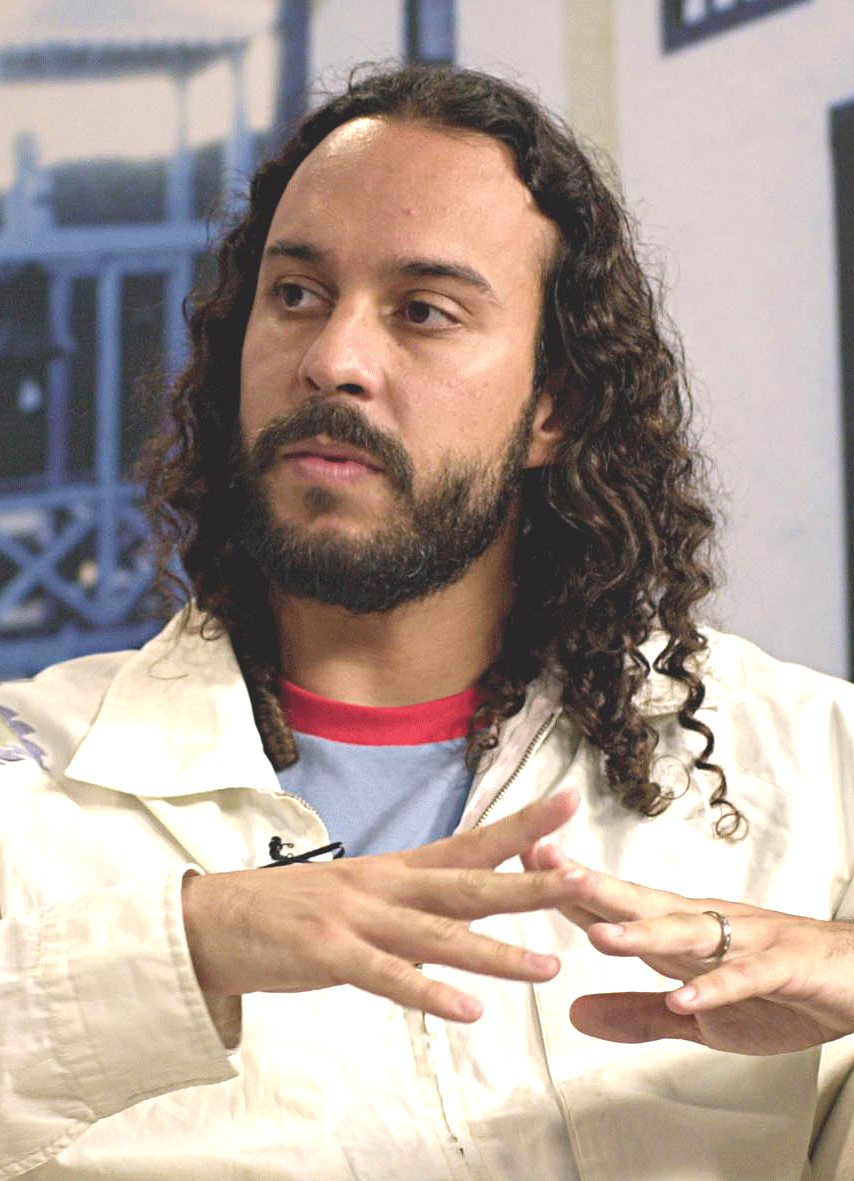
Gabriel em 2003.

Em 2005, ele e Ronaldo, na época atacante do Real Madrid, foram intimados a depor sob acusação de consumo de maconha. Segundo o delegado que assumiu o caso, os dois foram citados por criminosos em conversas telefônicas interceptadas pela polícia como participantes de uma festa em que teria havido consumo de maconha, o caso investigava dois jovens suspeitos de distribuição de ecstasy em boates, por telefone e pelo Orkut. Sobre o caso o delegado responsável disse que "Ronaldo e Gabriel serão intimados como testemunhas. São [citados em] declarações deles [os traficantes], e é importante que esclareçam se a festa de fato ocorreu e se sofreram assédio da quadrilha". Mais tarde, com a música "Fala Sério", o artista ironizou as acusações a ele feitas: "Todos nós sustentamos criminosos. Eu confesso que sustento, sustento, mas não gosto. Mas não é nada disso que você tá pensando. Eu tô falando dos bandidos que recebem meus impostos."
No ano de 2007, lançou seu primeiro disco voltado ao público infantil, Gabriel o Pensador para Crianças que seria lançado em outubro de 2006, mas foi adiado. Também participou do single "Exttravasa", que mais tarde seria lançado no álbum Ao Vivo em Copacabana de Claudia Leitte e ainda do álbum ao vivo Cidade do Samba na música "Boca Sem Dente" junto do grupo Fundo de Quintal. No ano seguinte lançou seu terceiro álbum de compilação, Como um Vício, e o livro Meu Pequeno Rubro-Negro que fazia parte de uma série de livros infantis da editora Belas-Letras em que diversos autores contam como nasceram suas paixões por clubes de futebol - no caso de Gabriel, o Flamengo. Ainda em 2008, sua música, "Deixa Quieto", que não foi lançada em nenhum disco do cantor, fez parte da trilha sonora da novela da Rede Globo, Negócio da China. Em 2009, o título brasileiro do Flamengo inspirou uma reedição de Meu Pequeno Rubro-Negro, com o subtítulo "Edição Especial do Hexa". Ainda no mesmo ano, a música "Tudo Certo" de Gabriel serviu de tema musical para a décima sexta temporada de Malhação.

### 2010–2012:Sem Crise
Em novembro de 2010, Gabriel cantou pela primeira vez em público a música "Nunca Serão", inspirado no filme Tropa de Elite, no palco da Fundição Progresso e uma semana depois lançou o videoclipe com cenas do filme dirigido por José Padilha no YouTube. Em 2011, a música "Só Tem Jogador" em parceria com a banda Bloco Bleque, foi escolhida para compor a trilha sonora do Video game simulador de futebol, FIFA 12, pela Electronic Arts. No ano seguinte, a música "Sim Não Indiferente" escrita por André Moraes e Gabriel fez parte da trilha sonora do filme Assalto ao Banco Central. A pedido do Comitê Olímpico Brasileiro, em 2011, Gabriel anunciou que escreveria um livro sobre o espírito esportivo em parceria da escritora Laura Malin. Em 2013, o livro intitulado Nada Demais já estava escrito e esperando para ser publicado. Porém em 2015 a obra ainda esperava ilustração e lançamento.

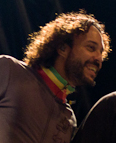
Gabriel em 2012 no Sumol Summer Fest.

No início de 2012, foi escolhido para ser o patrono da Feira do Livro de Bento Gonçalves, mas, logo após a divulgação do pagamento que ele receberia, o escritor Fabrício Carpinejar criticou o alto valor, e em forma de protesto ele cancelou sua participação na Feira através de uma carta onde ele contestava o "cachê absolutamente excessivo de R$ 170 mil". Após a repercussão do caso, o cantor se manifestou alegando que o dinheiro recebido seria usado para a compra de duas mil unidades de seus livros que seriam distribuídos pela prefeitura e que a outra parte seria pelo show, passagens para sua banda e hospedagem, somado aos impostos. Pouco tempo depois ele anunciou o cancelamento do show e da distribuição dos livros, e também, havia renunciado a qualquer tipo de pagamento, dizendo que apenas se manteria como patrono do evento. Oficialmente o contrato entre a prefeitura e a Hip Hop Empreendimentos Artísticos Ltda., empresa de Gabriel, foi desfeito em 3 de maio de 2012 e foi determinado que os valores por ele recebido deveriam ser devolvidos e que o prefeito Roberto Lunelli, deveria dar publicidade aos documentos relativos à contratação do músico. Uma semana depois, em resposta a polêmica, o cantor publicou no site de compartilhamentos de vídeos YouTube a música "Linhas Tortas".
Em 22 de agosto de 2012, lançou em parceria de Jorge Ben Jor o single, "Surfista Solitário", que faria parte de seu próximo álbum. Em dezembro do mesmo ano, e após sete anos sem lançar um disco, Sem Crise, cujo lançamento inicial estava previsto para março 2009 e que foi adiado devido a outros projetos em que o cantor se envolveu, foi lançado de forma independente. Em outubro de 2013, o cantor lançou diretamente em videoclipe, em homenagem a seu pai, a canção "Muito Orgulho, Meu Pai". Em março de 2015, lançou a música de protesto "Chega", que não trata de "nada especifico, mas sim de uma insatisfação muito maior, de um cansaço legitimo de tanta coisa acumulada". Em 1 de setembro, Gabriel confirmou por Facebook estar gravando novas músicas pensando em um disco. A primeira canção nova a ser divulgada, em fevereiro de 2016, foi "Cacimba de Mágoa", escrita junto do grupo de forró Falamansa sobre o rompimento de barragem em Bento Rodrigues. Em junho do mesmo ano, o cantor lançou o single "Fé na Luta", que rima sobre superação numa analogia entre a vida e as lutas do UFC.

### 2012–presente:A Cura Tá No Coração
Após o falecimento do pai, Miguel Contino, em abril de 2021, o Gabriel lançou a faixa "A Cura Tá No Coração" em parceria com a cantora Cynthia Luz. O pai sofria de enfisema pulmonar e havia pedido uma música ao Gabriel sobre a pandemia da Covid-19 antes de falecer. No dia 21 de julho de 2021, o cantor lançou uma nova faixa também sobre a pandemia do coronavírus, chamada "Patriota Comunista". Nessa oportunidade, fez duras críticas às injustiças que ocorreram neste período e à forma como o governo brasileiro lidou com a crise. Além disso, quis retratar a sua angústia e decepção com a sociedade brasileira, que constantemente apoia políticos corruptos, situações de violência e humor mórbido. O clipe da música foi gravado no cemitério de Uberlândia e houve polêmica sobre as gravações, pois segundo os moradores da região a filmagem estaria desrespeitando os mortos. No entanto, Gabriel alegou que a música foi criada como uma homenagem aos falecidos e a filmagem se tratava de arte realizada com "seriedade e amor", nas palavras do cantor. Alegou ainda ter sofrido intimidações e censura antes de lançar a canção e o clipe no YouTube.

## Influências e estilo musical

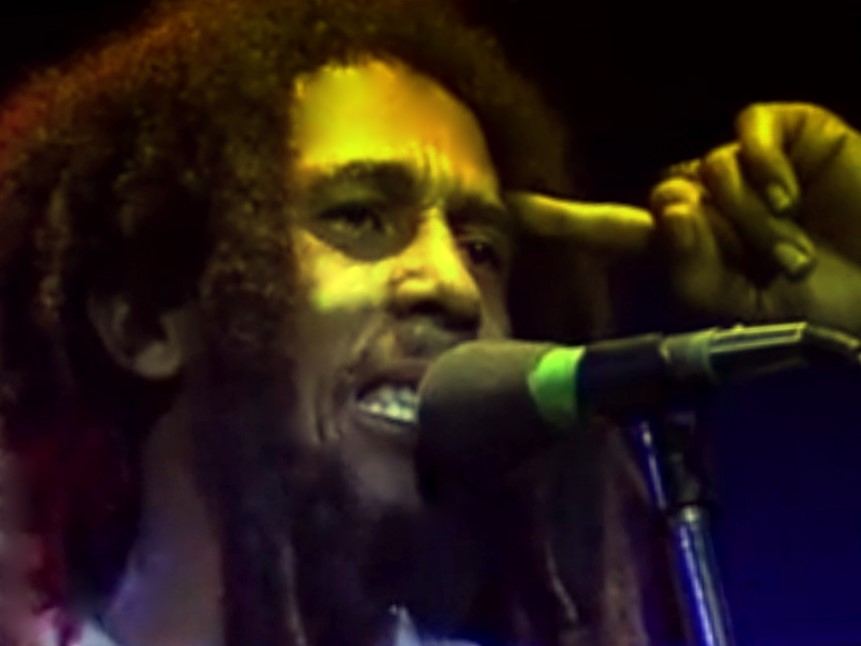
Bob Marley, um dos influenciadores de Gabriel.

Gabriel iniciou sua paixão pela música na década de 80, quando conheceu o breakdance, o grafitti e o rap, este último através de grupos como Run-D.M.C. e Beastie Boys e filmes como Beat Street. E aos dezesseis anos, começou a escrever letras de músicas, influenciado por bandas como Public Enemy e Boogie Down Productions. Outros artistas que o influenciaram incluem KRS-One, Bob Marley, Grandmaster Flash, Kurtis Blow, Doug E. Fresh e Ice-T, além de grupos e artistas nacionais como Luiz Gonzaga, Chico Buarque, Eduardo Dusek, Gilberto Gil, Titãs, Martinho da Vila, Legião Urbana, Blitz, Paralamas do Sucesso, Ultraje a Rigor, Lobão e Leo Jaime. Gabriel também disse gostar da música de Eminem e afirmou "gosto do som, do jeito como ele faz as rimas. Isso não posso negar. Mas não gosto do cara, da proposta, do conteúdo da letras, do discurso até de preconceito contra os gays". Além de músicos Gabriel teve influências de escritores e dramaturgos como Carlos Drummond de Andrade, Vinicius de Moraes e Nelson Rodrigues.
Em seu estilo musical prevalece o rap, também há influências do pop, hip hop, rock, funk, samba e até o reggae. Gabriel costuma usar da sátira, da ironia, do humor, de metáforas e ainda de paradoxos em suas músicas. Alguns de seus temas são corrupção, desigualdade social, drogas, a igreja, liberdade, pobreza, polícia, racismo e violência. Seu trabalho critica conceitos comportamentais que se tornaram padrões aceitos do comportamento adulto. Seus principais "alvos" são alguns estereótipos como os playboys, filhos de pais da classe média alta que dependem do dinheiro dos mesmos e que não fazem nenhuma tentativa de conseguirem algo por conta própria, e ainda, as "loiras burras", que podem ser tantou homens ou mulheres atraentes que são bem sucedidos na vida por conta de sua aparência, mas que se recusam a pensar criticamente sobre o seu comportamento.
O musicólogo brasileiro Ricardo Cravo Albin em seu livro O livro de ouro da MPB define a música de Gabriel, o Pensador como "poética sincopada e perspicaz", enquanto o editor Luis Maio do jornal Público caracteriza seu rap como "fraseado, gráfico e fluido". O escritor Affonso Romano de Sant'Anna afirma que se pode ouvi-lo de duas forma diferentes, "o ouvinte espontâneo e ingênuo associa-se ao seu agressivo protesto político e social satirizando a corrupção, as drogas, a alienação de ricos e políticos. Já o ouvinte culto pode ouvi-lo na pauta de nossa produção cultural e fazer algumas correlações. Por exemplo: a relação entre o seu rap e os repentistas nordestinos. Posso até sugerir um termo de confluência - 'rapentista'" e ainda diz que em sua música "Gabriel procura a fala plena, o discurso cheio, contra o minimalismo alienado e alienante, porque não adianta só reclamar bramando".

## Vida pessoal
Gabriel se casou com a atriz e cantora Ana Lima em 1999, a quem conheceu no colégio mas só se aproximou já tendo iniciado a carreira no rap. Lima foi backing vocal de sua banda por longo tempo, e o casal teve dois filhos, Tom (em homenagem a Tom Jobim) em 2002 e Davi em 2005, e depois de uma duração de dez anos o casamento foi encerrado em 2009. Gabriel afirmou que "foi uma separação amigável".
| “                                                     | Realmente, estamos separados, mas continuamos amigos. Não houve briga, nem nada. Foi um momento e resolvemos assim. Continuaremos criando nossos filhos juntos, com muito amor, como eles foram feitos, com muito amor. Estamos tendo todo o cuidado com esta separação por causa dos meninos. | ” |
| — Ana Lima explica como foi sua separação com Gabriel | |   |

Dois anos após sua separação com Ana, Gabriel e sua ex-mulher sofreram um golpe de uma estelionatária, estimado em quarenta mil reais. Eles alugaram um apartamento em São Conrado, durante quatro meses para um homem que Tânia Soares dos Santos Dillon, uma mulher que se dizia corretora apresentou a eles, mas logo descobriram que quem estava morando no apartamento era Tânia e que ela não tinha pago as taxas de condomínio, IPTU, além das contas de gás, luz e TV a cabo. Diogo Souza, advogado de Gabriel afirmou que ele iria pedir indenização por danos materiais e por danos morais.
Pensador namora desde 2020 a influenciadora e estudante de marketing Gabriela Vicente, vinte e seis anos mais nova que ele. Se conheceram em Santa Catarina, pouco antes da pandemia de COVID-19 no Brasil. O relacionamento foi confirmado um ano depois, quando o cantor lançou a canção "Girl From Garopaba", cujo título faz cidade à cidade catarinense de onde Gabriela veio. Durante uma apresentação do músico Armandinho, Gabriel pediu a influenciadora em noivado.

### Outras atividades

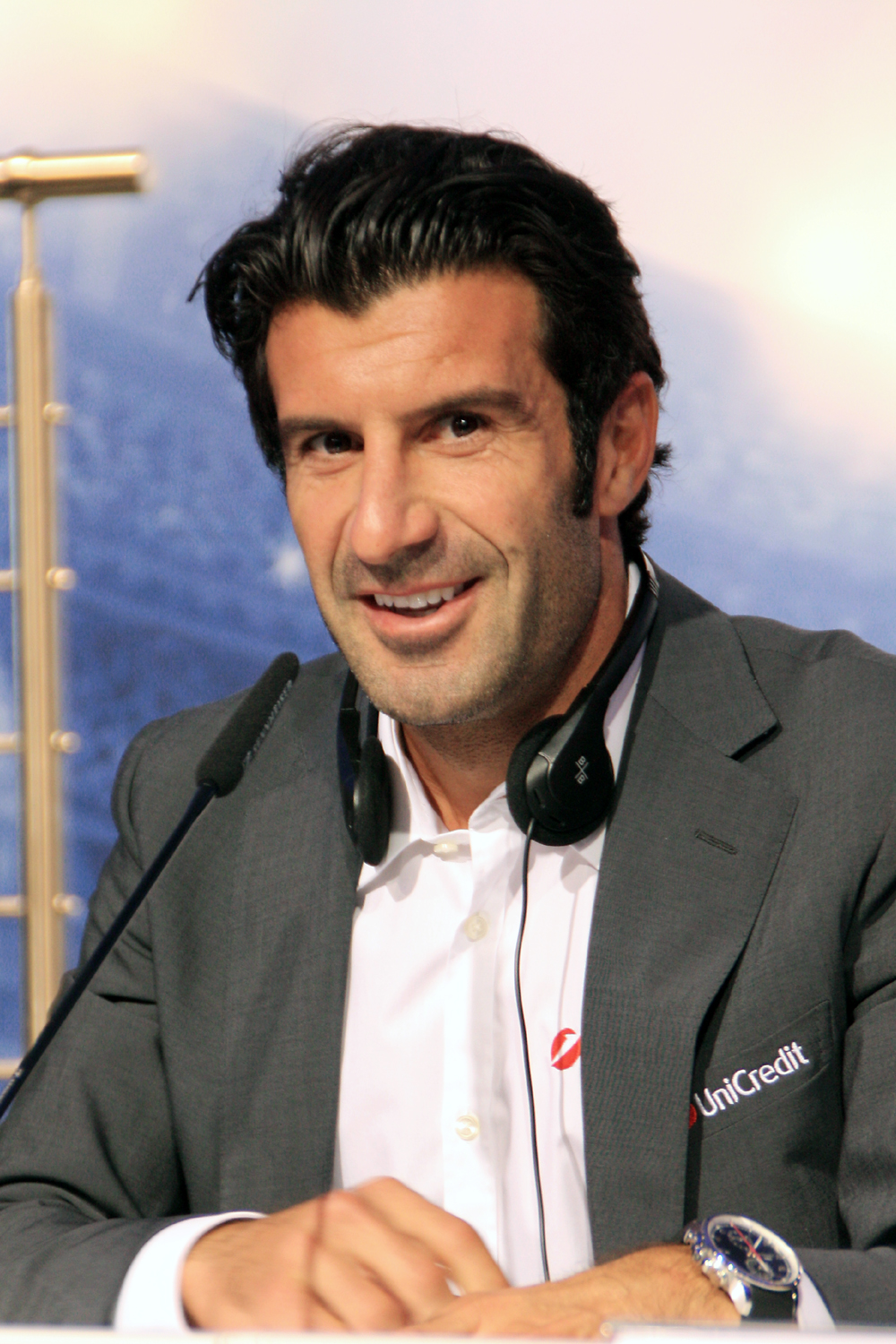
Luís Figo, que ao lado de Gabriel e Felipão, lançou o projeto "Dream Football" no Brasil.

Além da carreira como rapper e escritor, Gabriel também participa de outros projetos. Entre eles estão uma organização não-governamental chamada "Pensando Junto" que foi criada após ele se surpreender com a quantidade de evasão escolar entre um grupo de garotos que ele ajudava na Rocinha, inicialmente o projeto não era uma ONG. Entre os serviços prestados pelo projeto estão: reforço escolar, aulas de música, português, matemática, cidadania, breakdance, rap, curso de DJ e artes plásticas. Além das aulas o projeto fornece auxílio odontológico e uma cesta básica a cada criança. A atriz Grazielli Massafera é a madrinha do projeto.
Gabriel também está associado a dois projetos ligados ao futebol. O primeiro é o "Pensador Futebol", que começou após o filho de uma empregada da família que jogava bem precisar de uma oportunidade, e com amigos no futebol graças à música, levou o garoto até um empresário de Porto Alegre, algum tempo depois soube do Duquecaxiense e começou a administrar as categorias de base da equipe da Baixada Fluminense como empresário. Além do próprio projeto também é o embaixador/padrinho do "Dream Football" ao lado de Luiz Felipe Scolari, projeto que é organizado pelo ex-atacante português Luís Figo, onde o mesmo seleciona vídeos de jovens que sonham em ser jogadores de futebol, e cujo objetivo é promover aos jogadores de comunidades carentes a inclusão social e dar oportunidades em clube profissionais.
| “                                                                | Vamos fazer uma rede e proporcionar oportunidades para o início de carreira em alguns clubes do Brasil. Será útil para todos. Nenhum garoto terá obrigação comigo, Felipão ou Figo. Vamos avaliá-los e abrir possibilidades. O meu papel é mais para ampliar a rede de relacionamentos com os novos atletas. | ” |
| — Gabriel comente o seu papel dentro do projeto "Dream Football" | |   |

Gabriel também já foi jurado do concurso Soletrando (em sua segunda edição) do programa Caldeirão do Huck e em uma participação especial na novela Caminho das Índias cantou a música "Pimenta e Sal" (parte da trilha sonora da novela) junto da banda Grupo Cultural Afro Reggae. Participou de um comercial do serviço social autônomo Sebrae, que contou a história do ex-pedreiro que virou empresário do ramo de sabão, assim como os também músicos Nando Reis e Arlindo Cruz. Além disso também se tornou garoto propaganda da campanha da Convenção 151 da Organização Internacional do Trabalho. Gabriel, o Pensador também  é garoto propaganda da UNISUAM e costuma ministrar palestras educativas em universidades.

## Discografia
- Gabriel o Pensador (1993)
- Ainda É só o Começo (1995)
- Quebra-Cabeça (1997)
- Nádegas a Declarar (1999)
- Seja Você Mesmo (mas não Seja sempre o Mesmo) (2001)
- Cavaleiro Andante (2005)
- Sem Crise (2012)
- Antídoto Pra Todo Tipo De Veneno (2023)

## Prêmios e indicações
Gabriel, o Pensador em sua carreira musical recebeu dezoito indicações e venceu onze, ou seja, 61,11% delas. Entre as dezesseis indicações recebidas, a maior parte delas veio do prêmio MTV Video Music Brasil, mais precisamente quatorze, das quais sete foram vencidas, resultando em 50%, prêmios esse recebidos em 1995, 1996, 1998, 2000, 2001 e 2005. Gabriel também foi indicado ao Prêmio da Música Brasileira, Troféu Imprensa e Prêmio Multishow de Música Brasileira, ganhando todos prêmios nas categorias em que foi indicado. Além de prêmios musicais ganhou também o prêmio literário mais importante do Brasil, o Prêmio Jabuti de Literatura.
| Ano  | Premiação                             | Resultado | Nomeação                  | Categoria                       | Ref.                |
| ---- | ------------------------------------- | --------- | ------------------------- | ------------------------------- | ------------------- |
| 1993 | Prêmio da Música Brasileira           | Venceu    | Gabriel, o Pensador       | Revelação Masculina de Pop rock | [ 29 ]              |
| 1995 | MTV Video Music Brasil                | Venceu    | "175 Nada Especial"       | Melhor videoclipe de rap        | [ 27 ]              |
| 1996 | MTV Video Music Brasil                | Venceu    | "Rabo de Saia"            | Melhor videoclipe de rap        | [ 32 ]              |
| 1998 | Troféu Imprensa                       | Venceu    | Gabriel, o Pensador       | Melhor cantor                   | [carece de fontes?] |
| 1998 | Prêmio Multishow de Música Brasileira | Venceu    | Gabriel, o Pensador       | Melhor cantor                   | [ 37 ]              |
| 1998 | Prêmio Multishow de Música Brasileira | Venceu    | "Cachimbo da Paz"         | Melhor clipe                    | [ 37 ]              |
| 1998 | MTV Video Music Brasil                | Indicado  | "Cachimbo da Paz"         | Escolha da audiência            | [ 38 ]              |
| 1998 | MTV Video Music Brasil                | Indicado  | "Cachimbo da Paz"         | Melhor videoclipe de pop        | [ 38 ]              |
| 2000 | MTV Video Music Brasil                | Indicado  | "Astronauta"              | Escolha da audiência            | [ 41 ]              |
| 2000 | MTV Video Music Brasil                | Indicado  | "Astronauta"              | Melhor videoclipe de pop        | [ 41 ]              |
| 2001 | MTV Video Music Brasil                | Indicado  | "Até Quando?"             | Melhor videocliep do ano        | [ 44 ]              |
| 2001 | MTV Video Music Brasil                | Indicado  | "Até Quando?"             | Melhor videoclipe de pop        | [ 44 ]              |
| 2001 | MTV Video Music Brasil                | Indicado  | "Até Quando?"             | Melhor direção                  | [ 44 ]              |
| 2001 | MTV Video Music Brasil                | Venceu    | "Até Quando?"             | Melhor edição                   | [ 44 ]              |
| 2001 | MTV Video Music Brasil                | Venceu    | "Até Quando?"             | Melhor edição                   | [ 44 ]              |
| 2002 | MTV Video Music Brasil                | Venceu    | "Tem Alguém Aí?"          | [ 129 ]                         |                     |
| 2005 | MTV Video Music Brasil                | Venceu    | "Palavras Repetidas"      | Melhor videoclipe de pop        | [ 50 ]              |
| 2005 | MTV Video Music Brasil                | Venceu    | "Palavras Repetidas"      | Melhor fotografia em videoclipe | [ 50 ]              |
| 2005 | Prêmio Jabuti                         | Venceu    | Um Garoto Chamado Rorbeto | Melhor livro infantil           | [ 54 ]              |